# Отавіо Енріке Сантос
Отавіо Енріке Сантос (порт. Otávio Henrique Santos, нар. 4 травня 1994, Масейо) — бразильський футболіст, півзахисник клубу «Атлетіку Мінейру».

## Ігрова кар'єра
Народився 4 травня 1994 року в місті Масейо, штат Алагоас. Розпочав займатись футболом у клубі КРБ, а у 14 років перейшов в академію «Атлетіку Паранаенсе».
У дорослому футболі дебютував 2014 року виступами за «Атлетіку Паранаенсе», в якому провів чотири сезони, взявши участь у 97 матчах чемпіонату. Більшість часу, проведеного у складі «Атлетіку Паранаенсе», був основним гравцем команди і 2016 року виграв з командою Лігу Паранаенсе.
7 серпня 2017 року за 7,5 млн євро перейшов у французький «Бордо», підписавши чотирирічний контракт. Станом на 23 грудня 2019 року відіграв за команду з Бордо 71 матч в національному чемпіонаті.

## Статистика виступів

### Статистика клубних виступів
| Сезон                           | Команда                         | Чемпіонат                       | Чемпіонат | Чемпіонат | Національний кубок | Національний кубок | Національний кубок | Континентальні кубки | Континентальні кубки | Континентальні кубки | Інші змагання | Інші змагання | Інші змагання | Усього | Усього | Усього |
| Сезон                           | Команда                         | Ліга                            | Ігор      | Голів     | Ліга               | Ігор               | Голів              | Ліга                 | Ігор                 | Голів                | Ліга          | Ігор          | Голів         | Ігор   | Голів  |        |
| ------------------------------- | ------------------------------- | ------------------------------- | --------- | --------- | ------------------ | ------------------ | ------------------ | -------------------- | -------------------- | -------------------- | ------------- | ------------- | ------------- | ------ | ------ | ------ |
| 2014                            | «Атлетіку Паранаенсе»           | A+ЛП                            | 17+14     | 0         | КБ                 | 1                  | 0                  | КЛ                   | 0                    | 0                    |               | -             | -             | 32     | 0      |        |
| 2015                            | «Атлетіку Паранаенсе»           | A+ЛП                            | 32+3      | 0         | КБ                 | 0                  | 0                  | ПАК                  | 6                    | 0                    |               | -             | -             | 41     | 0      |        |
| 2016                            | «Атлетіку Паранаенсе»           | A+ЛП                            | 35+15     | 1+0       | КБ                 | 6                  | 0                  |                      | -                    | -                    | ПЛ            | 5             | 1             | 61     | 2      |        |
| 2017                            | «Атлетіку Паранаенсе»           | A+ЛП                            | 13+4      | 1+0       | КБ                 | 3                  | 0                  | ЛЧ                   | 10                   | 0                    |               | -             | -             | 30     | 1      |        |
| Усього за «Атлетіку Паранаенсе» | Усього за «Атлетіку Паранаенсе» | Усього за «Атлетіку Паранаенсе» | 133       | 2         |                    | 10                 | 0                  |                      | 16                   | 0                    |               | 5             | 1             | 164    | 3      |        |
| 2017–18                         | «Бордо»                         | Л1                              | 21        | 0         | КФ+КЛ              | 0+0                | 0                  | ЛЄ                   | -                    | -                    | -             | -             | -             | 21     | 0      |        |
| 2018–19                         | «Бордо»                         | Л1                              | 33        | 0         | КФ+КЛ              | 0+3                | 0                  | ЛЄ                   | 7                    | 0                    | -             | -             | -             | 43     | 0      |        |
| Усього за «Бордо»               | Усього за «Бордо»               | Усього за «Бордо»               | 54        | 0         |                    | 3                  | 0                  |                      | 7                    | 0                    |               | -             | -             | 64     | 0      |        |
| Усього за кар'єру               | Усього за кар'єру               | Усього за кар'єру               | 187       | 2         |                    | 13                 | 0                  |                      | 23                   | 0                    |               | 5             | 1             | 228    | 3      |        |

## Титули і досягнення
- Переможець Ліги Паранаенсе (1):

«Атлетіку Паранаенсі»: 2016
- Переможець Ліги Мінейро (1):

«Атлетіку Мінейру»: 2022
- Володар Суперкубка Бразилії (1):

«Атлетіку Мінейру»: 2022